# باز مكسيكي
الباز المكسيكي (Buteo plagiatus) أو الحميمق الأشهب هو طائر جارح صغير يوجد في الأرض المفتوحة وفي حواف الغابات. يصنّف أحيانًا ضمن جنس Asturina باسم Asturina plagiata. توجد البيزان المكسيكية من كوستاريكا شمالًا إلى جنوب غرب الولايات المتحدة.